# Georges Perrot
Georges Perrot (Villeneuve-Saint-Georges, 12 novembre 1832 – 30 giugno 1914) è stato un archeologo e grecista francese.

## Biografia
Professore all'Università di Parigi-Sorbona, a partire dal 1875, diresse la Scuola Normale Superiore di Parigi dal 1888 al 1902. Nel 1874 era stato eletto membro dell'Académie des inscriptions et belles-lettres, della quale diviene segretario perpetuo dal 1904 alla sua morte (sostituì Henri Wallon alla morte di questi). Una medaglia ed un premio assegnati dalla Accademia portano il suo nome.
Nel 1861, con l'architetto Edmond Guillaume ed il medico esploratore Jules Delbet, effettuò una missione scientifica e letteraria in Grecia ed in Asia Minore per conto del ministero della pubblica istruzione francese. I risultati di questa missione furono pubblicati nel 1872. Seguiranno diverse altre missioni in Grecia.
Alla fine del XIX secolo effettuò, con l'architetto Charles Chipiez, un importante e lungo viaggio per lo studio dell'architettura antica, con il sostegno della casa editrice Hachette. Questo viaggio li conduce attraverso l'Italia, la Grecia, la Turchia, l'Egitto, l'Iran ed altri Paesi. Essi realizzarono vari studi di architettura, basati sulla minuziosa osservazione delle sculture e delle rovine di un gran numero di antichi monumenti. Al loro ritorno pubblicarono una grande opera, in più volumi, che costituisce una sintesi della storia dell'architettura antica, compendiata da numerose illustrazioni. Alla morte di Chipiez, Georges Perrot proseguì nella redazione e pubblicazione dell'opera, così che solo gli ultimi due volumi restarono incompiuti alla sua morte.

## Opere Principali
- Souvenirs d'un voyage en Asie mineure, Michel-Lévy frères, Parigi, 1863.
- Essais sur le droit public et privé de la République athénienne. Le Droit public, Parigi, Torino, 1867.
- Exploration archéologique de la Galatie et de la Bithynie d'une partie de la Mysie de la Cappadoce et du Pont exécutée en 1861, con Edmond Guillaume e Jules Delbet, Firmin Didot, Parigi, 1872.
- L'Éloquence politique et judiciaire à Athènes. I : Les Précurseurs de Démosthène, Hachette, Parigi, 1873.
- Mémoires d'archéologie, d'épigraphie et d'histoire, Didier, Parigi, 1875.
- Histoire de l'art dans l'Antiquité, Égypte, Assyrie, Perse, Asie mineure, Grèce, Etrurie, Rome, con Charles Chipiez per gli 8 primi volumi, Parigi, Hachette, 10 volumi, 1882-1914.

- - Tomo I: L'Égypte (1882)
  - Tomo II: Chaldée et Assyrie (1884)
  - Tomo III: Phénicie, Cypre (1885)
  - Tome IV: Judée, Sardaigne, Syrie, Cappadoce (1887)
  - Tomo V: Perse, Phrygie, Lydie et Carie, Lycie (1890)
  - Tomo VI: La Grèce primitive. L'art mycénien (1894)
  - Tomo VII: La Grèce de l'épopée. La Grèce archaïque (le temple) (1898)
  - Tomo VIII: La Grèce archaïque. La sculpture (1903)

- Praxitèle: étude critique, H. Laurens, Parigi, 1906.
- L'Institut de France, con Gaston Boissier et Franklin Alfred, collezione « Les Grandes Institutions de France », H. Laurens, Parigi, 1907.

Traduzioni
- Max Müller: Nouvelles Leçons sur la science du langage, cours professé à l'institution royale de la Grande-Bretagne en l'année 1863, avec Georges Harris, A. Durand et Pedone-Lauriel, Parigi, 1864 ; 1867-1868.
- Henry Bulwer-Lytton: Essai sur Talleyrand, C. Reinwald, Parigi, 1868
- Max Müller: Essais sur la mythologie comparée : les traditions et les coutumes, Didier, Parigi, 1873.